# 十月革命岛
十月革命岛（俄语：Остров Октябрьской Революции）是位於北冰洋上北地群島最大的一個島嶼，為俄羅斯領土。面積14,204平方公里。
該島最高點965公尺，一半面積為冰川所覆蓋，並伸入海中。1930至1932年間由喬治·烏沙科夫和尼古拉·烏爾凡切夫率領的探險隊到達那裡並為該島命名，是人類首次踏足當地。